# Malambo (pel·lícula)
Malambo és una pel·lícula argentina de 1942, dirigida per Alberto de Zavalía i protagonitzada per Delia Garcés, Orestes Caviglia, Oscar Valicelli, Marino Seré, entre d'altres. El guió va ser realitzat per Hugo Mac Dougall. Se l'ha considerat la primera pel·lícula amb indicis ecologistes de l'Argentina. Crida l'atenció la música original per Alberto Ginastera amb obres del compositor i recopilador argentí Andrés Chazarreta.
Va ser reconeguda com la novena millor pel·lícula del cinema argentí de tots els temps en l'enquesta realitzada pel Museo del Cine Pablo Ducrós Hicken en 1977.

## Repartiment
- Delia Garcés
- Oscar Valicelli
- Orestes Caviglia
- Milagros de la Vega
- Alberto Bello
- Nelo Cosimi
- Mariana Martí
- Tito Alonso
- Lucía Barause
- Margarita Burke
- Francisco Plastino
- Marino Seré
- María Goicochea
- Enrique Vico Carré
- Juan Farías

## Premi
Per aquesta pel·lícula l'Academia de las Artes y Ciencias Cinematográficas de la Argentina li va atorgar a Hugo Mac Dougall el premi Còndor Acadèmic al millor argument original de 1942 i a José Suárez, Roque Funes i Antonio Merayo el corresponent al millor director de fotografia.